# Arve-Fahrzeugbau

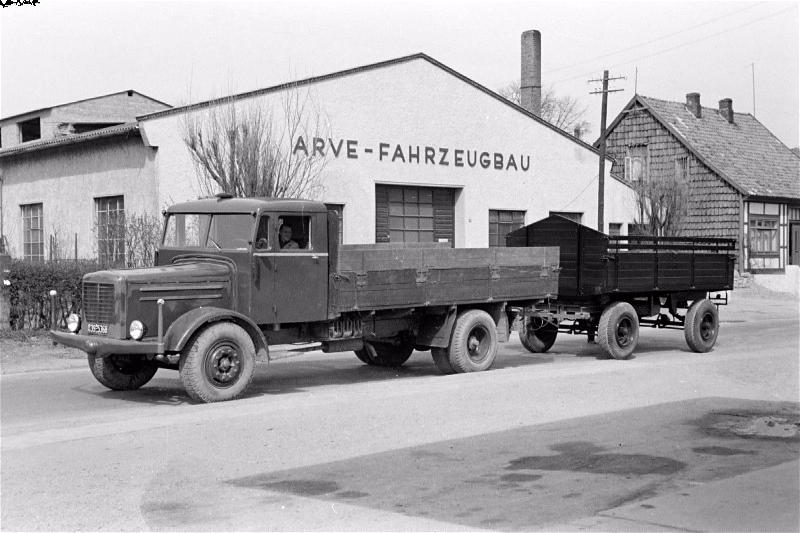
Lastkraftwagen mit Anhänger vor dem Gebäude von Arve-Fahrzeugbau;
Fotografie von Gerhard Dierssen, 1950

Die Heinrich Arve Fahrzeugbau, kurz Arve-Fahrzeugbau genannt, war ein Unternehmen, das Anhänger, Wohnwagen und Spezialfahrzeuge lieferte. Zum Programm zählten Aufbauten zur Herstellung von Tanklöschfahrzeugen (TLF) für verschiedene Feuerwehren sowie Wohnanhänger, sogenannte „Weekend trailers“. Sitz der Firma war die Stadt Springe am Deister unter der Adresse Hamelner Straße 6. Beim Kraftfahrt-Bundesamt hat der Fahrzeughersteller Heinrich Arve Fahrzeugbau die Schlüsselnummer 0771.

## Geschichte
Das erste bei Arve gebaute Löschfahrzeug war ein LF 8, das im März 1957 bei der Feuerwehr Bennigsen in Dienst gestellt wurde. 1965 stellte Arve erstmals in Deutschland ein TLF vor, dessen Feuerlöschpumpe hydrostatisch angetrieben wurde. Ebenfalls in den 1960er Jahren stellte Arve die feuerwehrtechnische Ausrüstung für das von Hanomag-Henschel produzierte Tragkraftspritzenfahrzeug TSF/F 35.
In den Jahren von 1973 bis 1976 fertigte die Arve Fahrzeugbau für die Hamburger Feuerwehr die Inneneinbauten für insgesamt 19 Mercedes-Benz/Hanomag-Henschel (HHF) Kleinlöschfahrzeuge vom Typ L 306 D.